# Rick Zuijderwijk
Rick Zuijderwijk (* 13. April 2001 in Breda) ist ein niederländischer Fußballspieler. Der gelernte Offensive Mittelfeldspieler steht bei seinem Jugendverein Willem II Tilburg unter Vertrag und wurde an den FC Den Bosch ausgeliehen.

## Karriere
Rick Zuijderwijk wurde in Breda, der neuntgrößten niederländischen Stadt und gelegen in der Provinz Noord-Brabant, geboren und trat als Kind in seiner Geburtsstadt dem Amateurverein RKVV Jeka bei, bevor er in die Fußballschule von Willem II Tilburg ins 29 Kilometer entfernte Tilburg, der sechstgrößten niederländischen Stadt, wechselte. Die Jugend der Tilburger kooperierte bis 2014 mit der vom RKC Waalwijk. Sein Debüt in der Eredivisie gab Zuijderwijk am 9. August 2019 im Alter von 18 Jahren, als er bei der 0:2-Heimniederlage gegen Vitesse Arnheim in der für Marios Vrousai eingewechselt wurde. In der Spielzeit 2019/20, die aufgrund der COVID-19-Pandemie frühzeitig abgebrochen wurde, kam er zu zwei Einsätzen. In der Saison 2020/21 bestritt er ebenfalls zwei (von 34 möglichen) Ligaspielen für Wilhelm.
Nachdem er in der nächsten Saison 2021/22 in den ersten drei Spielen eingesetzt wurden war, wurde er Ende August 2021 kurz vor Ende des Transferfensters an den FC Den Bosch in der Eerste Divisie, der zweithöchsten niederländischen Liga, bis zum Ende der Saison ausgeliehen.